# Процес ВУХИН

Рис.1 — Установка селективної масляної агломерації вугільної шихти на Губахінському КХЗ: а) загальна схема: 1 — вихідна пульпа; 2 — зв'язуюче; 3 — холодна вода; 4 — агломерат; 5 — відходи; 6 — нагрівач; 7 — гранулятор; 8 — флотомашина; 10 — відсаджувальна центрифуга; б) ескіз агломераційної установки: 1 — вихідна пульпа; 2 — зв'язуюче; 3- продукти агломерації; 4 — корпус гранулятора; 5 — імпелерна мішалка; 6 — дифузор; 7 — теплообмінник; 8 — перетічна труба; 9 — випускні крани.

Процес ВУХИН — технологія збагачення та зневоднення шламів коксівного вугілля методом селективної масляної агрегації, розроблена в 60 — 70-х роках співробітниками Східного вуглехімічного інституту. Розробники технології — Б.Черемонов, В.Курбатов, М.Ціперович та ін.(ВУХИН, м.Єкатеринбург).

## Описання технології
В основу процесу ВУХИНу було покладено спосіб «Конвертоль», допрацьований з урахуванням специфіки коксуючого вугілля сходу Росії — Іркутського та Кузнецького басейнів, збагачувальних фабрик Карагандинського та Магнітогорського металургійних комбінатів Череповецького та Губахінського коксохімзаводів. Як зв'язуючу речовину застосовано різні важкі нафтові масла — крекінг-залишки, мазут, суміші асфальтенів з газойлем і гасом, екстракти тощо. У ході попередніх лабораторних досліджень визначено характер і ступінь впливу на процес різних технологічних параметрів: витрат масляного агенту і його температури, стадій метаморфізму вугілля, температури й рН суспензій, крупності вихідного вугілля, інтенсивності та тривалості агітації. Процес включав дві головні операції — власне агломерацію та виділення агломерату шляхом флотацій.

## Випробовування технології
Напівпромислові випробування технології ВУХИНу на установці продуктивністю до 150 кг/год підтвердили результати лабораторних досліджень. Збагачення відсіву рядового вугілля крупністю 0-3 мм та зольністю 15-20 % цим способом при обезводненні концентрату у відстійній центрифузі забезпечило одержання таких показників: вихід концентрату — 82-85 %; зольність концентрату 7,5-8,5 %; зольність відходів 80-83 %; вологість концентрату 7,5-8,5 %. Спеціальні дослідження по коксуванню концентратів масляної агломерації показали, що їх участь в шихті покращує якість коксу і збільшує вихід цінних хімічних продуктів коксування.
В 1967—1969 р.р. здійснена дослідно-промислова апробація технології ВУХИНу на збагачувальній фабриці Губахінського коксохімзаводу. Процес реалізовано на установці продуктивністю до 3 т/год. Вихідну суспензію густиною 350—450 г/л нагрівали до 40-70 °С і вводили в неї масляний агент. Одержану суміш перемішували в мішалці при nв=2000-3000 хв-1 протягом 5-10 хв. Слід особливу увагу звернути на оригінальну конструкцію мішалки, дифузор якої ліквідує воронку. Продукт перемішування розділяли на відсажувальній центрифузі. Технологічна схема (рис.1) передбачала також розрідження продукту перемішування до 200—300 г/л з наступним його розділенням флотацією та зневодненням на тій же центрифузі.

## Результати
При зольності і крупності вихідного шламу 27 % та 0-3 мм відповідно, а також витратах зв'язуючого 4-7 мас.% одержано гранульований концентрат зольністю 13 % і вологістю 7-12 %. Крупність гранул в залежності від витрати масла досягала 2 мм. По одержаним даним для умов Губахінського КХЗ спроектована установка продуктивністю до 50-55 т/год, яка періодично функціонувала до 90-х років. За даними ЦНИИТЭИчермет (Росія) економічний ефект від її впровадження становив близько 1 млн радянських рублів на рік.